# Padanaan
Padanaan is een bestuurslaag in het regentschap Sumedang van de provincie West-Java, Indonesië. Padanaan telt 4501 inwoners (volkstelling 2010).